# Оберфелль
Оберфелль (нем. Oberfell) — община в Германии, в земле Рейнланд-Пфальц. 
Входит в состав района Майен-Кобленц. Подчиняется управлению Унтермозель.  Население составляет 1087 человек (на 31 декабря 2010 года). Занимает площадь 5,57 км².